# Großes Hispaniola-Trichterohr

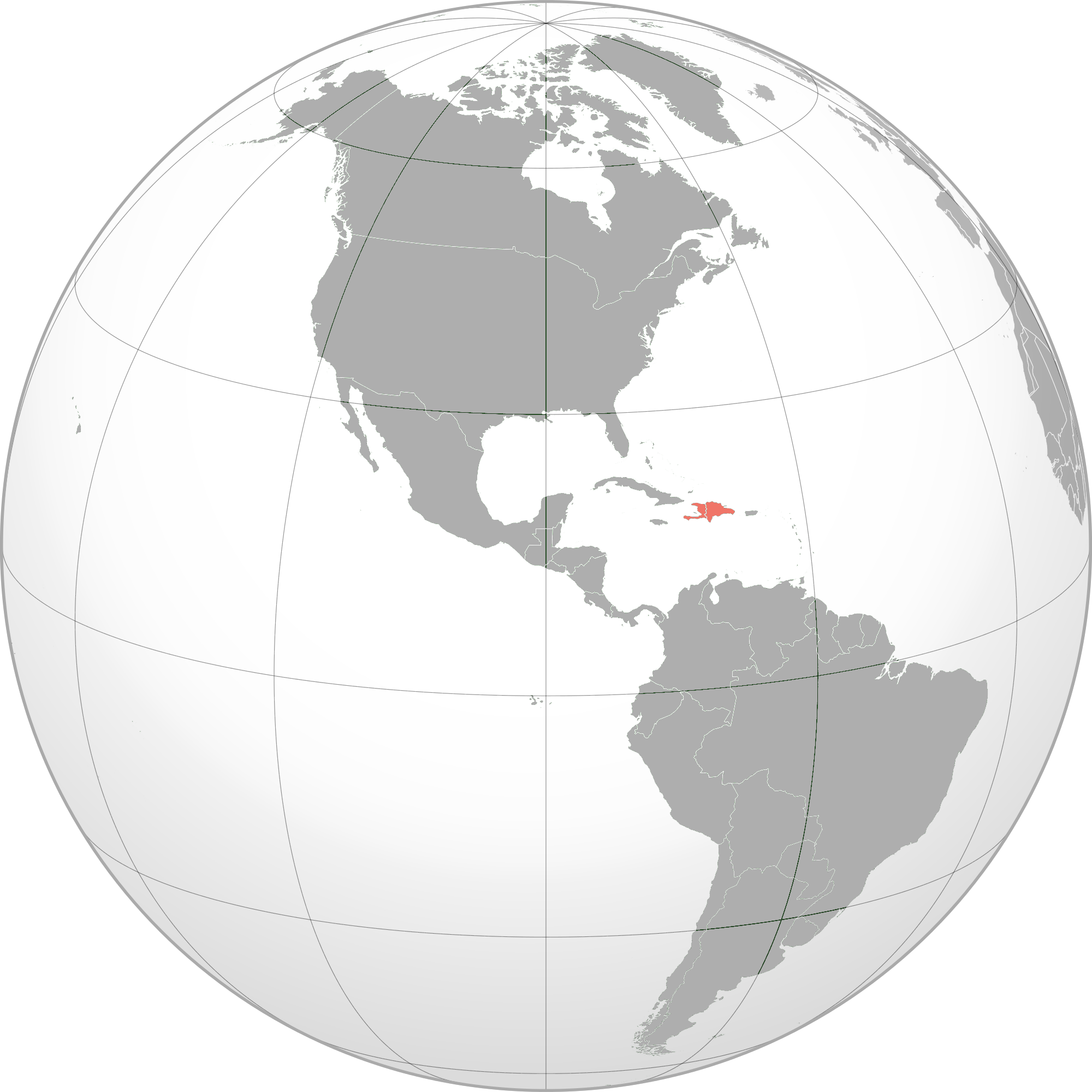
Lage von Hispaniola in Amerika

Das in der Karibik verbreitete Große Hispaniola-Trichterohr (Natalus major) ist eine Fledermaus in der Familie der Trichterohren. Bis in die 1990er Jahre wurde die Population in vielen Abhandlungen in das Kleine-Antillen-Trichterohr (Natalus stramineus) eingeordnet.

## Merkmale
Entsprechend dem Namen ist die Art mit einer Gesamtlänge von 108 bis 110 mm, inklusive eines etwa 8 mm langen Schwanzes und mit Unterarmen die leicht länger als 40 mm sind ein großer Vertreter der Gattung Natalus. Die Hinterfüße sind etwa 10 mm lang und die Länge der Ohren liegt bei 17 bis 20 mm. Auffällig ist das große und glockenförmige Natalidenorgan auf der Stirn der Männchen. In der gleichen Region vorkommende Arten der Gattung Chilonatalus haben wie die Natalus-Arten eine deutlich gewölbte Hirnschale, jedoch zeigt bei diesen der vorderste Teil des Rostrum aufwärts, während es bei dieser Fledermaus nach unten geneigt ist. Andere Mitglieder der Gattung Natalus leben nicht auf Hispaniola. Das Fell des Großen Hispaniola-Trichterohrs ist oberseits an den Wurzeln rosa mit gelbbraunen Tönen und im weiteren Verlauf rotbraun mit olivfarbenen Schattierungen. Unterseits fehlen die dunklen Spitzen. Die Flughäute sind erdfarben.

## Verbreitung und Lebensweise
Die Art lebt endemisch auf Hispaniola, wo sie im Flachland und in Gebirgen bis 1000 Meter Höhe lebt. Auf verschiedenen Verbreitungskarten sind auch die Kaimaninseln als Revier verzeichnet, jedoch nicht das dazwischenliegende Jamaika. Die Exemplare bewohnen trockene Wälder und andere trockene Landschaften.
Dieses Trichterohr ruht am Tage in Höhlen oder selten in Baumhöhlen. Vermutlich werden feuchte Höhlen bevorzugt, da die Flughäute schnell austrocknen. In einer Höhle wurde eine kleine Gruppe mit zwei Weibchen und sieben Männchen beobachtet. Wie bei anderen Gattungsvertretern besteht die Beute aus Insekten. Andere Trichterohren teilen ihre Höhle mit anderen Fledermäusen. Zum Fortpflanzungsverhalten gibt es keine Angaben.

## Gefährdung
Störungen am Ruheplatz durch Touristen, Guano-Sammler und Bergbau wirken sich negativ aus. Es wird eine Abnahme der Gesamtpopulation von 20 bis 25 Prozent in den 17 Jahren (drei Generationen) ab 2016 befürchtet. Die IUCN listet die Art in der Vorwarnliste (near threatened).